# 梅艷芳菲
《梅艷芳菲》，是一部由趙寶剛執導，張巍編劇，以已故香港著名藝人梅艷芳經歷改编的中國大陸電視劇。由陳煒、賀剛、黃浩然主演。
該劇以梅艷芳的一生為創作藍本，講述除了與張國榮多年互相扶持的真摯友誼（或親情）外，有八成内容為虛構。 2006年3月10日在深圳开機拍摄，2007年5月13日首播。

## 故事大綱
故事从方妍梅（陈炜饰）在香港红馆举行的红馆绝唱演唱会开始，經歷姐姐方妍萍（金玉婷饰）患子宫颈癌去世、挚友天皇巨星何耀文（黄浩然饰）病发逝世，阿梅发现自己虽然成为了巨星，却失去了幸福的意义。此时香港爆发了 "SARS" 病疫，全香港都陷入一种绝望的状态中，阿梅也深受晚期子宫颈癌困扰，家人和朋友均担心她能否撑过这一段，最后一场时，阿梅生命垂危，晕倒在舞台上，此时与她相恋20年的刘家华（贺刚饰）正冒雨赶往现场，阿梅在一曲 "女人花" 歌声中，回忆起自己一生的所有经历，也唤起了人们对阿梅的悲情回忆。

## 演員表
| 演員     | 角色          | 角色原型                            |
| 陈 炜    | 方妍梅        | 梅艳芳                              |
| 贺 刚    | 刘家华        | 刘德华                              |
| 黃浩然   | 何耀文        | 张国荣                              |
| 金玉婷   | 方妍萍        | 梅艳芳姐姐梅爱芳                    |
| 娟 子    | 方 妈         | 梅艳芳母亲覃美金                    |
| 张永智   | 高桥真一      | 近藤真彦+西城秀树                   |
| 曹海军   | 傅家辉／辉 哥 | 顾嘉辉                              |
| 吳 韻    | 吳夫人        | 妓女 后为色狼吴英俊之妻（虛構角色） |
| 周 舟    | 文 涛         | 赵文卓                              |
| 倪景阳   | 朱美惠        | 虛構角色 影射：朱宝意+刘嘉玲        |
| 吴立琪   | 林文娴        |                                     |
| 狄晓慧   | 陈淑敏        | 梅艳芳經紀人王敏慧                  |
| 康俊龙   | 周世雄        | 鄒世龍                              |
| 孙梦泉   | 刘 母         |                                     |
| 郑凯南   | 王医生        |                                     |
| 刘冀民   | 杨 总         |                                     |
| 焦 璇    | 阿 璇         |                                     |
| 孙征宇   | 康 尼         |                                     |
| 劳劲涛   | 阿BEN         |                                     |
| 叶琳琅   | 日本房东      |                                     |
| 陈依琪   | 小阿梅        | 年幼的梅艷芳                        |
| 苗 强    | 阿 生         |                                     |
| 李丹军   | 豹 哥         |                                     |
| 美 幸    | 明 子         |                                     |
| 王 翀    | 阿 冰         |                                     |
| 李 团    | 小 田         |                                     |
| 苗译文   | 小 于         |                                     |
| 詹晓楠   | 日本教练      |                                     |
| 王华圳昱 | 小阿萍        | 年幼的梅爱芳                        |

## 制作人员
- 总导演：赵宝刚
- 制片：郑凯南
- 副导演：孙梦全、丁建军
- 编剧：张巍、吴文辉、庄宇新、史海伟、彭涛
- 制作人：郑凯南、袁春雨
- 监制：欧阳常林、满秀彦、倪雪华、余浩峰、石晓菊、张少辉、徐之浩、肖融、卢亮、袁晓萍、安琪、徐强、张承东、张平、杨耀雄、杨金鸢
- 顧問：覃美金
- 摄影：孙野
- 配乐：王宪
- 剪辑：于汐、牟晓杰
- 道具：景晓华、徐贵友、朱卫平、国军、陈玉国、付旭涛、黄春富
- 配音导演：王惠君
- 美术设计：窦峰
- 造型设计：欧阳霞
- 服装设计：方思哲
- 灯光：王迪
- 录音：杨振
- 剧务：鞠红才、侯玉臣、范彬、张小虎
- 场记：侯芳
- 发行：梁艳萍、蒋莉芬